# Parki morskie w Chile
Na terytorium Chile znajduje się 11 parków morskich (stan na 1 sierpnia 2022 roku) zarządzanych przez rządową agencję Servicio Nacional de Pesca y Acuicultura. Wszystkie posiadają kategorię IUCN – Ia (ścisły rezerwat przyrody).
| Lp. | Zdjęcie | Nazwa parku morskiego                                                                                | Rok utworzenia | Powierzchnia (km²) | Region     |
| --- | ------- | --- | -------------- | ------------------ | ---------- |
| 1   |         | Park Morski Crusoe y Selkirk (hiszp. Parque marino Crusoe y Selkirk)                                 | 2016           | 1078               | Valparaíso |
| 2   |         | Park Morski El Palillo (hiszp. Parque marino El Palillo)                                             | 2016           | 0,04               | Magallanes |
| 3   |         | Park Morski El Arenal (hiszp. Parque marino El Arenal)                                               | 2016           | 0,44               | Valparaíso |
| 4   |         | Park Morski Francisco Coloane (hiszp. Parque marino Francisco Coloane)                               | 2003           | 15,63              | Magallanes |
| 5   |         | Park Morski Islas Diego Ramírez i Paso Drake (hiszp. Parque marino Islas Diego Ramírez i Paso Drake) | 2018           | 144 390,6          | Magallanes |
| 6   |         | Park Morski Loberia Selkirk (hiszp. Parque marino Loberia Selkirk)                                   | 2016           | 2,58               | Valparaíso |
| 7   |         | Park Morski Mar de Juan Fernández (hiszp. Parque marino Mar de Juan Fernández)                       | 2018           | 264 442,8          | Valparaíso |
| 8   |         | Park Morski Motu Motiro Hiva (hiszp. Parque marino Motu Motiro Hiva)                                 | 2010           | 150 000            | Valparaíso |
| 9   |         | Park Morski Nazca-Desventuradas (hiszp. Parque marino Nazca-Desventuradas)                           | 2016           | 300 035            | Valparaíso |
| 10  |         | Park Morski Tictoc - Golfo Corcovado (hiszp. Parque marino Tictoc - Golfo Corcovado)                 | 2022           | 1019,16            | Los Lagos  |
| 11  |         | Park Morski Tierra Blanca (hiszp. Parque marino Tierra Blanca)                                       | 2016           | 0,39               | Valparaíso |